# مايكل هاميلتون مورجان
مايكل هاميلتون مورجان (بالإنجليزية: Michael Hamilton Morgan)‏ هو عالم سياسي مؤثر وكاتب وروائي أمريكي. ولد عام 1951 في مدينة تشارلوت، واكتسب شهرة واسعة من خلال كتابه تاريخ ضائع والعرب: بحث في العصور الذهبية.